# Шакарла
Шакарла (баш. Шакарлы) — село в Белокатайском районе Республики Башкортостан Российской Федерации. Входит в состав Старобелокатайского сельсовета.

## География

### Географическое положение
Расстояние до:
- районного центра (Новобелокатай): 18 км,
- центра сельсовета (Старобелокатай): 29 км,
- ближайшей ж/д станции (Ункурда): 18 км.

## Население
| 2002 | 2009 | 2010 |
| ---- | ---- | ---- |
| 413  | ↘395 | ↘331 |

Согласно переписи 2002 года, преобладающая национальность — русские (97 %).